# Cazuza: Só as Mães São Felizes
Cazuza: Só as Mães São Felizes, é um livro brasileiro lançado em 1997 pela Editora Globo. Em formato de depoimento, o livro narra os relatos contados por Lucinha Araújo sobre o cantor e compositor Cazuza, seu único filho, à escritora Regina Echeverria. A autoria do livro é atribuída a ambas. É um livro biográfico e conta a história de Cazuza desde seu nascimento até sua morte, em 1990, por decorrência da aids aos 32 anos.
O título foi inspirado na canção homônima do cantor, lançada no álbum Exagerado (1985), cuja letra faz referência à geração beat e ao complexo de Édipo.
Em 2004 o livro foi relançado, em uma segunda edição, e sua terceira edição foi lançada em 2016; ambas edições publicadas pela Editora Globo. O livro foi editado em Portugal pela editora Palavra.